# Цзунцзи
Цзунцзи (кит. 粽子, піньїнь: zòngzi) — традиційна китайська страва, клейкий рис з начинкою, загорнутий у листя бамбука або тростини. Начинки варіюють залежно від регіону та можуть бути як солоними, так і солодкими. Цзунцзи варять на пару або у воді кілька годин.
Внаслідок поширення в Азійському регіоні страва відома й під іншими назвами: «бачанг» або «бакчан» в Індонезії, Сінгапурі, Таїланді та Малайзії, «мачанг» на Філіппінах, «ном чанг» у Камбоджі, «ханом чанг» у Лаосі, «бань у чо» у Вьєтнамі.

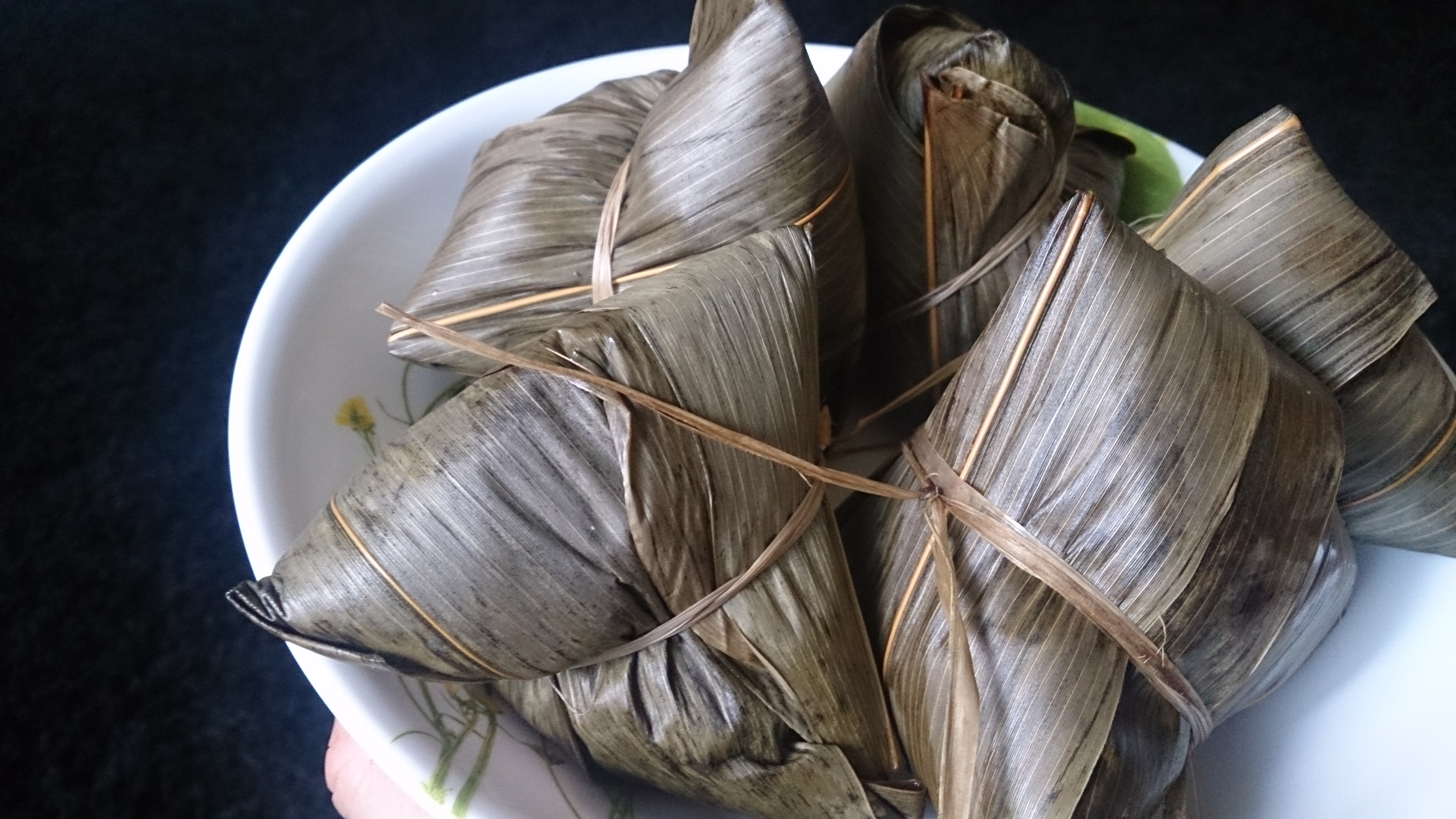
Цзунцзи

## Походження
Цзунцзи традиційно подається на Свято човнів-драконів (Дуань-у), яке відзначається щороку в п'ятий день п'ятого місяця за місячним календарем (кінець травня – середина червня).
З давніх часів страва є підношенням в пам'ять про смерть Цюй Юаня, поета епохи Воюючих Царств, чий образ вважається символом патріотизму в китайській культурі: зневірений в уряді країни, що ігнорував його заклики єднатися проти ворогів, поет втопився в річці Міло. Дізнавшись про загибель Цюй Юаня, китайці збіглися до річки й почали кидати туди рисові галушки, яйця та інші продукти, щоб риби не об'їли його тіло. В день загибелі поета китайці почали влаштовувати на річках гонки човнів-драконів та їсти святкові ласощі з рисовим вином, вшановуючи його пам'ять щороку.

## Характеристика

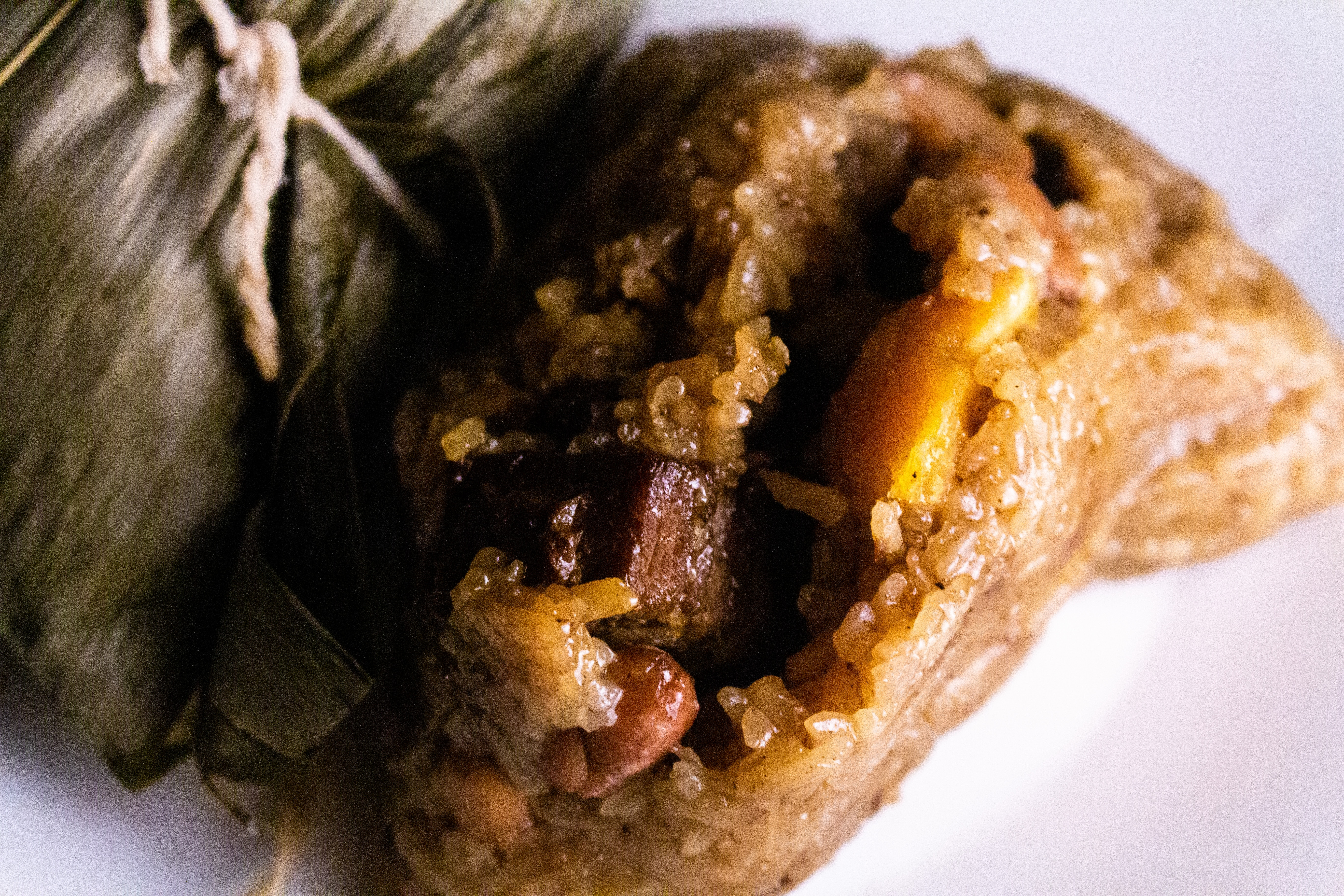
Начинка страви

Традиційно цзунцзи загортають у бамбукове листя, але також використовується листя кукурудзи, банана, канни, пандана, очерету і лотоса. Кожен тип листя надає рису певного смаку.

Форма цзунцзи в північних районах Китаю циліндрична, а в південних – тетраедрична. Начинки також відрізняються: на півночі вони зазвичай солодкі (адзукі, тапіока), а на півдні солоні (качині яйця, свинина, курятина, ковбаски, свинячий жир і гриби сянгу). Крім того, трапляються цзунцзи з китайськими фініками, каштанами, арахісом, сушеними морепродуктами, свининою.

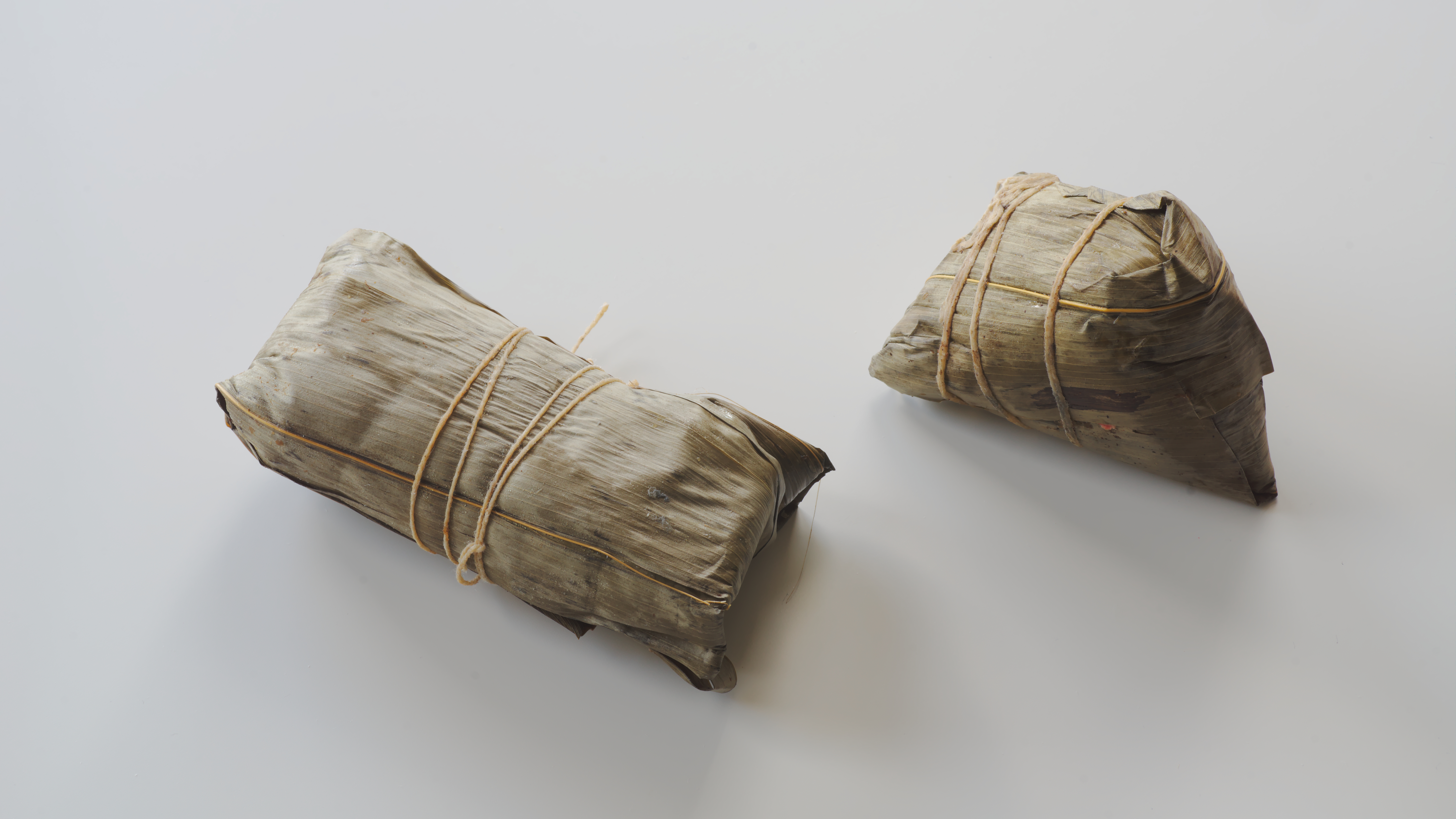
Форми цзунцзи: ліворуч пекінська, праворуч тайванська

На відміну від начинки клейкий рис є постійним інгредієнтом. Він може бути злегка підсмаженим або попередньо вимоченим.

### Різновиди
- «Цзясінські цзунцзи» (кит. трад. 嘉興粽子, спр. 嘉兴粽子, піньїнь: Jiāxīng zòngzi) – один з найвідоміших видів цзунцзи, що успадкував назву міста Цзясін. Начиняються свининою, мунгом, червоною квасолею або солоними качиними яйцями.
- «Лужні цзунцзи» (кит. трад. 鹼水粽, спр. 碱水粽, піньїнь: jiǎnshuǐ zòng) – десертні цзунцзи, в процесі приготування яких рис промивають в лужній воді, завдяки чому він набуває жовтого кольору. Лужні цзунцзи зазвичай не начиняються, вживаються з цукром або цукровим сиропом.
- «Штучні цзунцзи» (кит. 假粽, піньїнь: jiǎzòng) – різновид, якому притаманне використання рисового борошна замість рису.
- «Ньоня-цзун» (кит. трад. 娘惹粽, піньїнь: niángrě zòng) – страва малайських китайців. Начиняються свинячим фаршем із восковим гарбузом, тертим смаженим арахісом і прянощами.[7]
- «Гуандунські цзунцзи» (кит. трад. 廣東粽, спр. 广东粽, піньїнь: Guǎngdōng zòng) – представник південного сорту цзунцзи нестандартної форми з начинкою з усіх видів свіжого м'яса.[8]
- «Міннаньські цзунцзи» (кит. трад. 閩南粽, спр. 闽南粽, піньїнь: Mǐnnán zòng) – вид цзунцзи, що готується з тушкованого свинячого черева, грибами та креветками.[9]

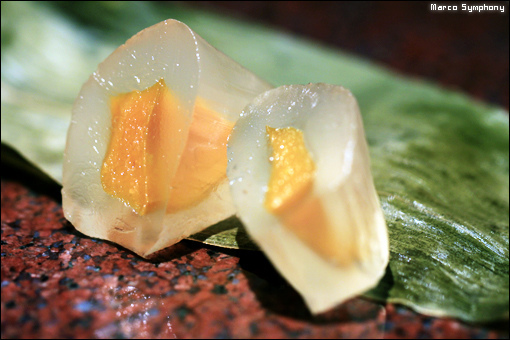
«Холодні» цзунцзи

- «Холодні» цзунцзи«Сичуанські цзунцзи» (кит. 四川粽, піньїнь: Sìchuān zòng) – оскільки сичуанській кухні притаманна надмірна гострота, ця страва також виготовляється гострою, зазвичай з додаванням сичуанського перцю, чилі і консервованої свинини для подальшого смаження.[10]
- «Пекінські цзунцзи» (кит. 北京粽, піньїнь: Běijīng zòng) – «холодні» цзунцзи, начинені фініками, квасолевою пастою або консервованими фруктами.[11]

- «Тайванські цзунцзи» (кит. трад. 臺灣粽, спр. 台湾粽, піньїнь: Táiwān zòng) – цзунцзи, які тайванці зазвичай загортають у листя папороті або бамбука.